# Merve, Alur
Merve là một làng thuộc tehsil Alur, huyện Hassan, bang Karnataka, Ấn Độ.